# Salavre
Salavre ist eine französische Gemeinde im Département Ain in der Region Auvergne-Rhône-Alpes. Sie gehört zum Kanton Saint-Étienne-du-Bois im Arrondissement Bourg-en-Bresse.

## Geografie
Die Gemeinde Salavre liegt in der Bresse an der Grenze zum Département Jura am Fuß der westlichsten Jura-Ausläufer, 22 Kilometer nordnordöstlich von Bourg-en-Bresse. Im Westen reicht das Gemeindegebiet bis zum Fluss Solnan. Salavre grenzt im Norden an Coligny, im Nordosten an Val-d’Épy, im Osten an Bourcia, im Südosten an Courmangoux, im Süden an Verjon sowie im Südwesten und Westen an Villemotier. Zu Salavre gehört neben der Hauptsiedlung auch der Weiler Dingier auf 450 Metern über dem Meer.

## Bevölkerungsentwicklung
| Jahr                       | 1962 | 1968 | 1975 | 1982 | 1990 | 1999 | 2006 | 2012 | 2021 |
| -------------------------- | ---- | ---- | ---- | ---- | ---- | ---- | ---- | ---- | ---- |
| Einwohner                  | 343  | 288  | 238  | 218  | 246  | 285  | 282  | 289  | 284  |
| Quellen: Cassini und INSEE |      |      |      |      |      |      |      |      |      |

## Sehenswürdigkeiten
- Calvaire de Dingier, Monument historique
- Kirche Saint-Rémi
- Kapelle Notre-Dame-du-Sacré-Cœur de Dingier
- Kapelle Saint-Rémi de Saint-Rémy-du-Mont
- Springbrunnen
- Lavoir

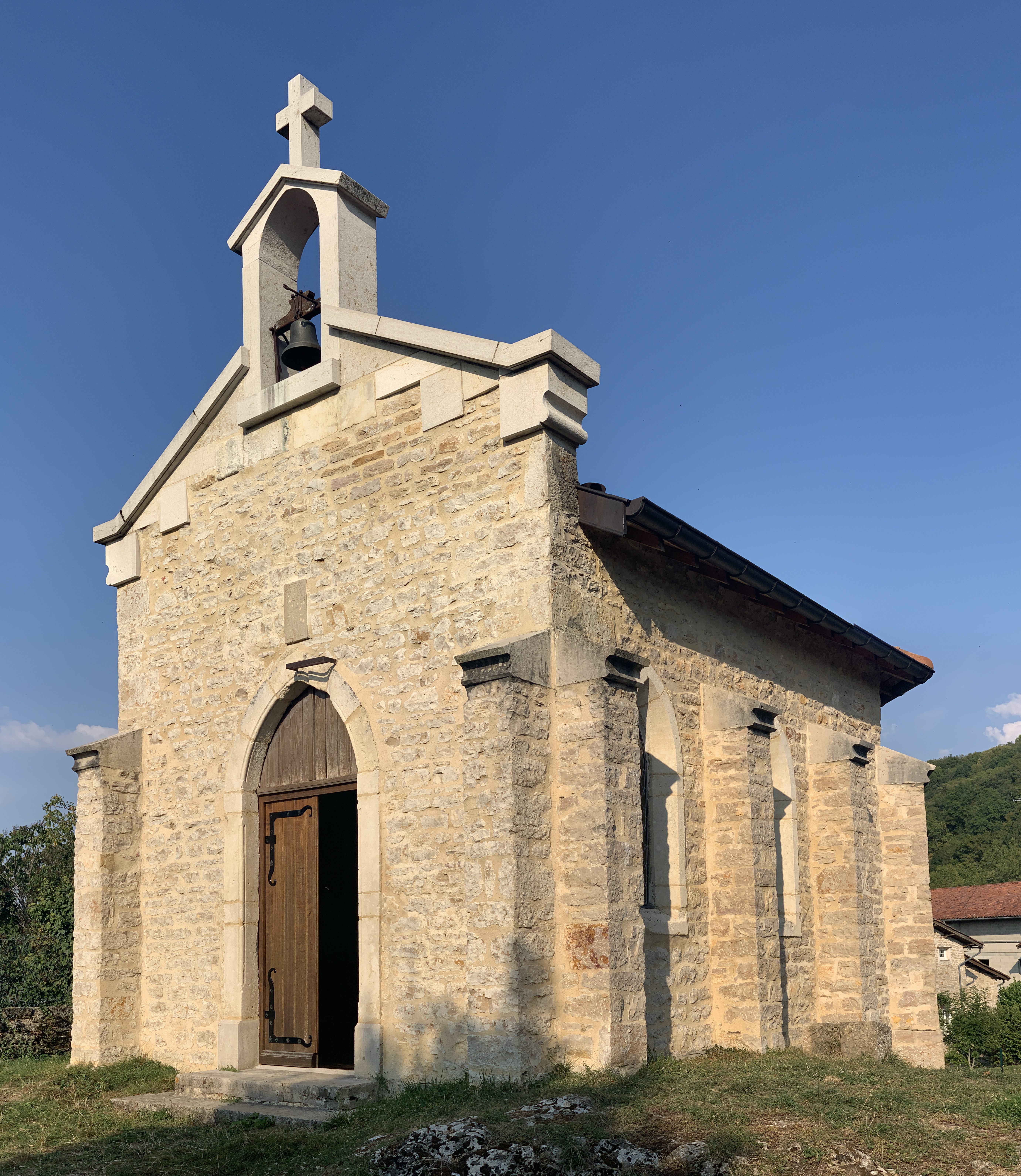
Kapelle Notre-Dame-du-Sacré-Cœur
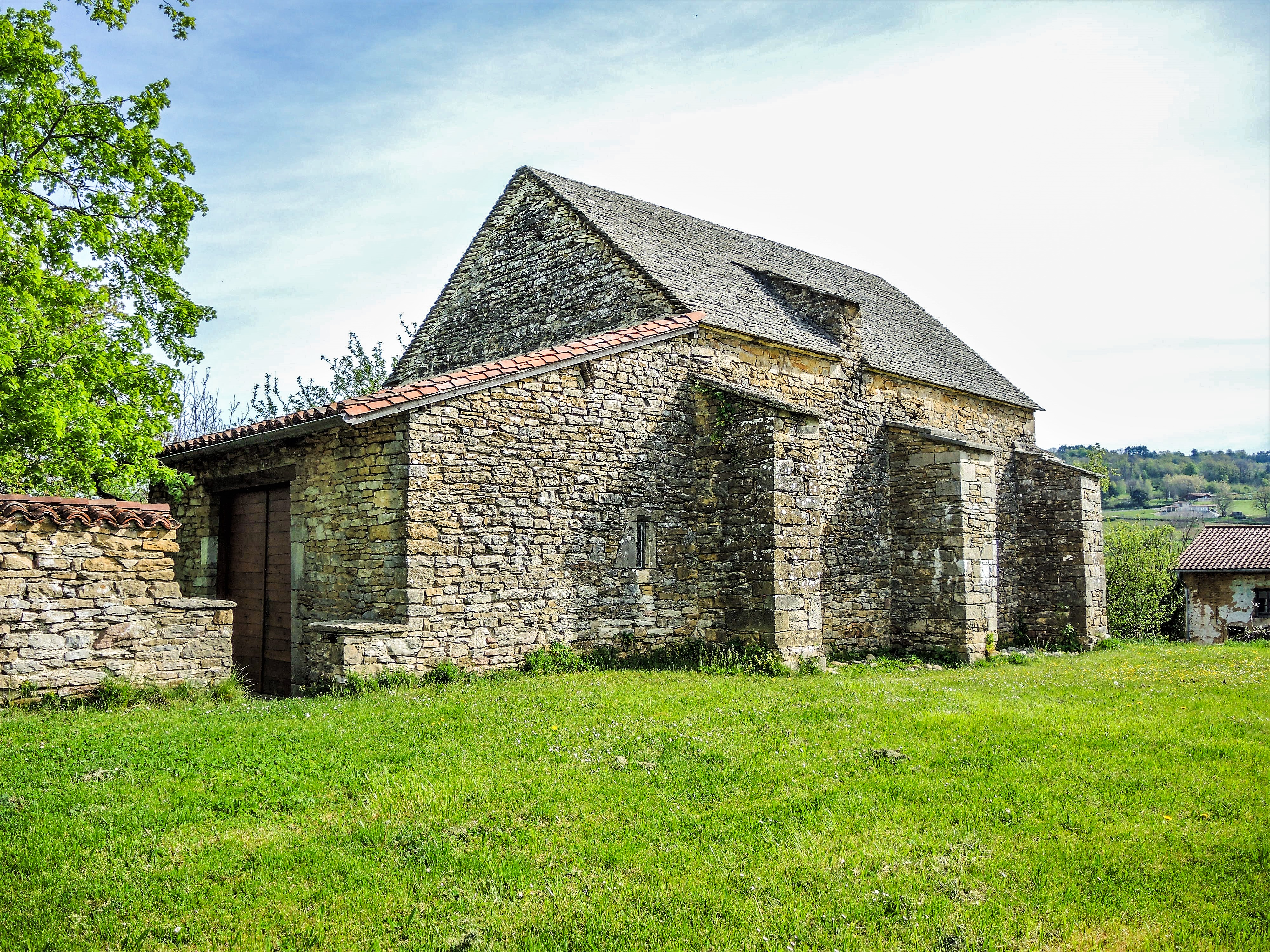
Kapelle Saint-Rémi
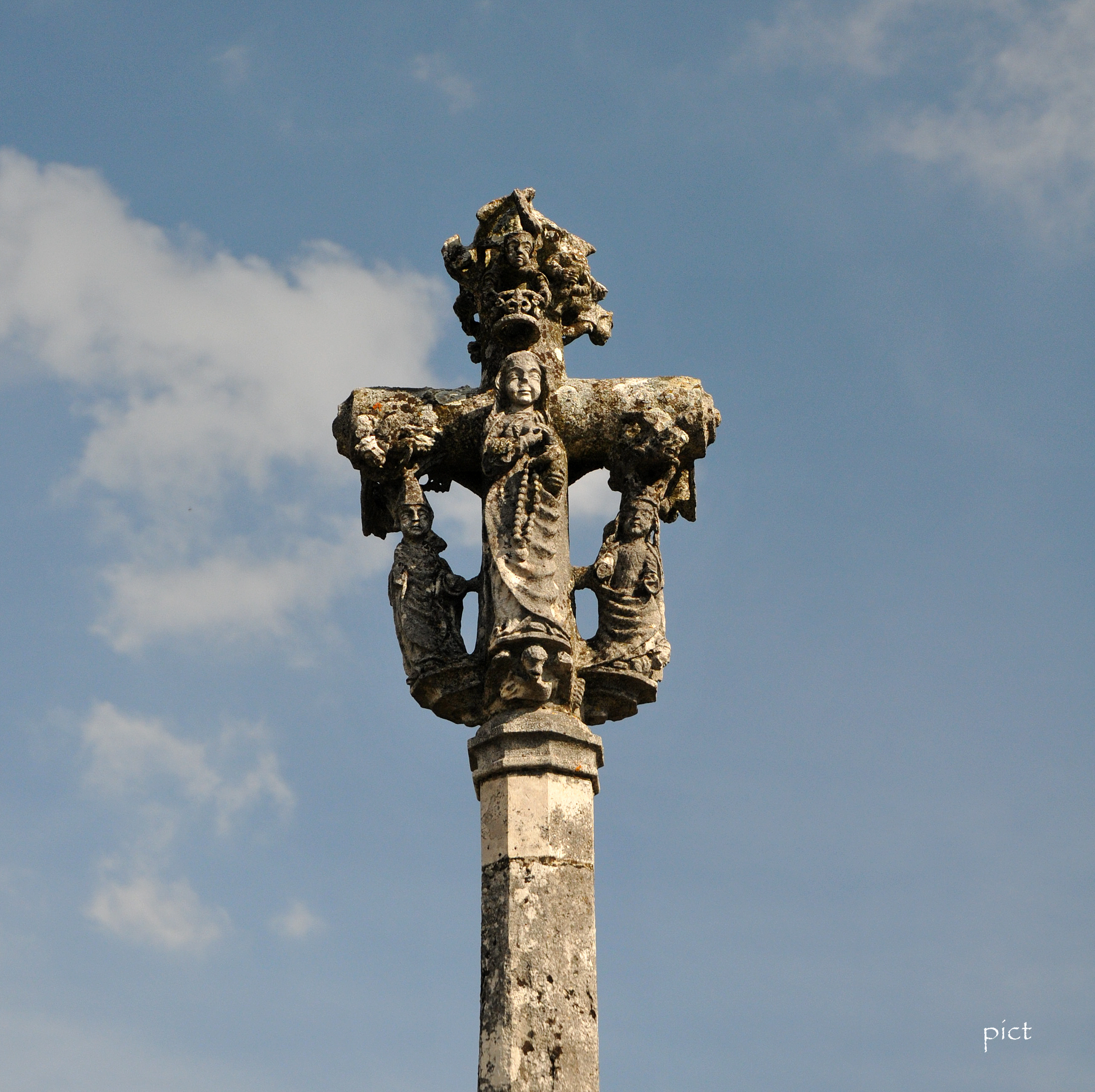
Calvaire de Dingier
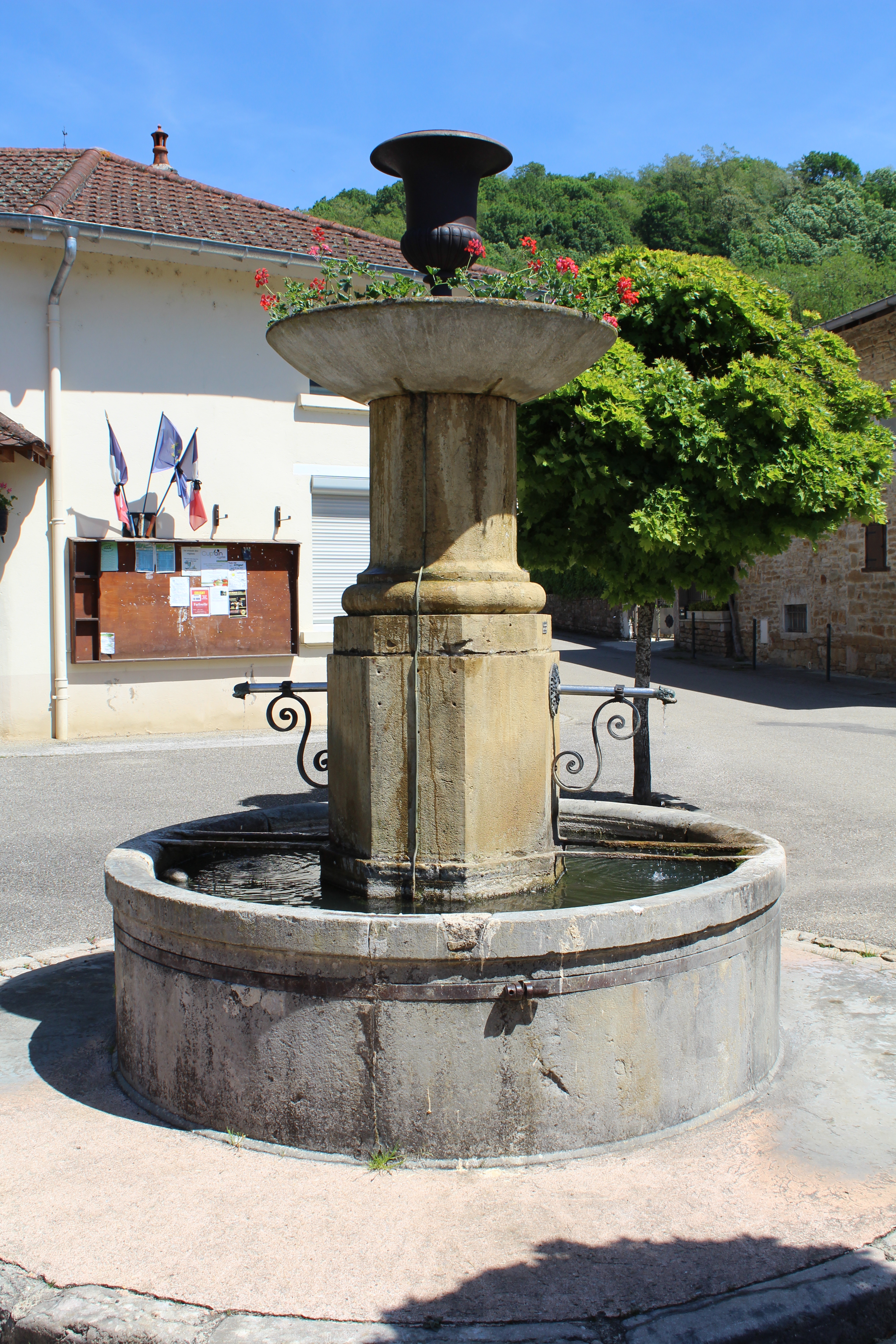
Springbrunnen
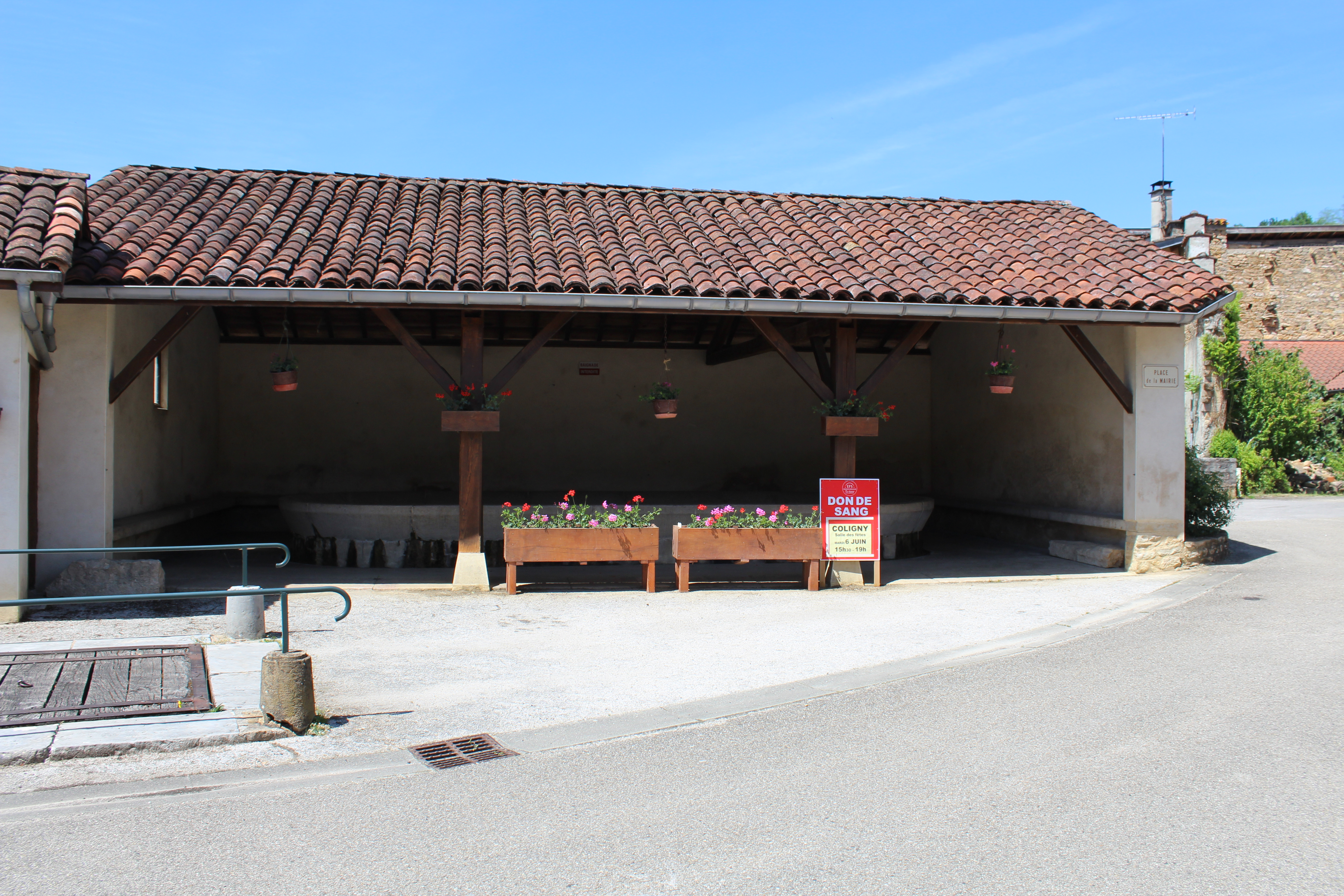
Lavoir
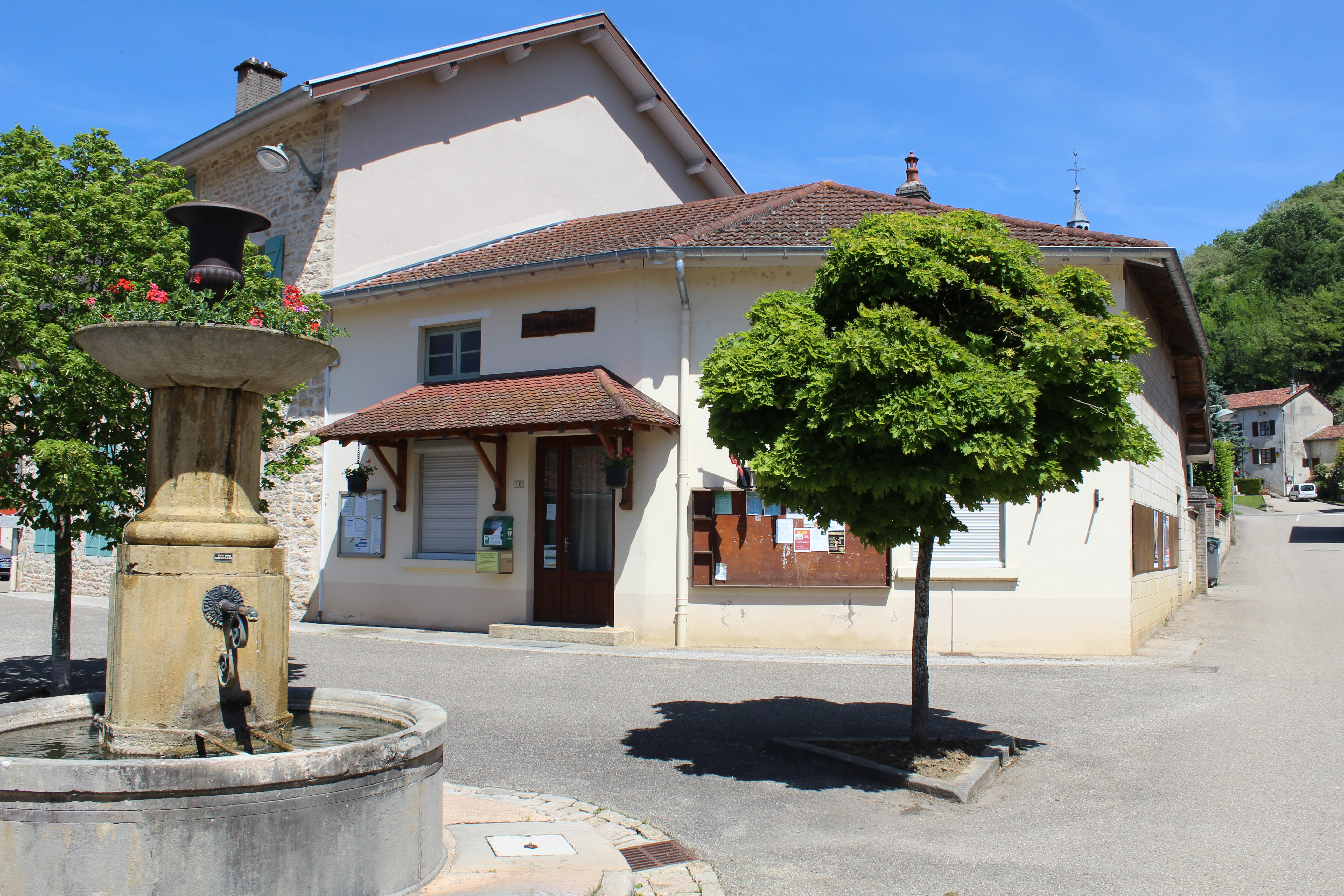
Mairie Salavre
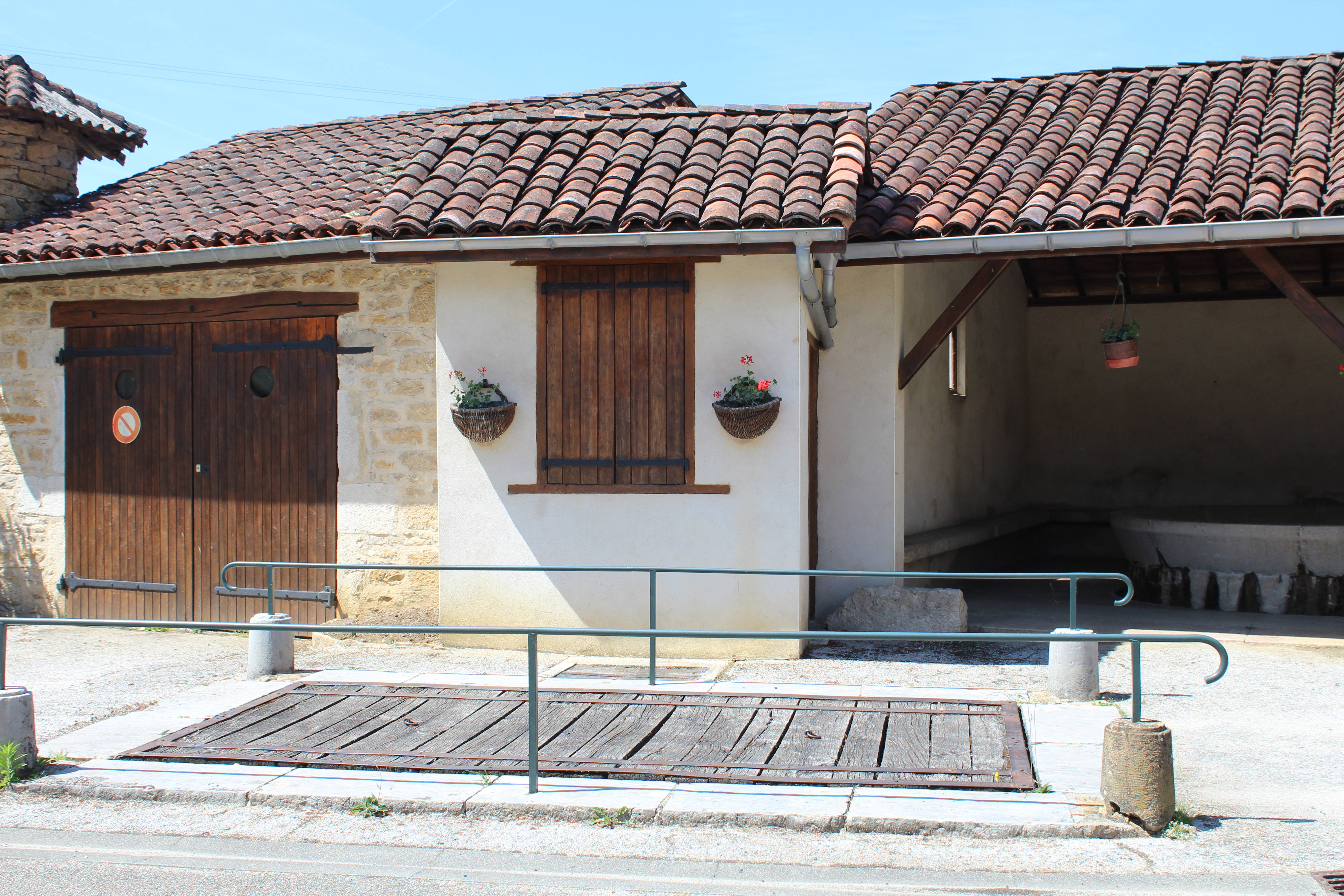
Ehemalige öffentliche Waage
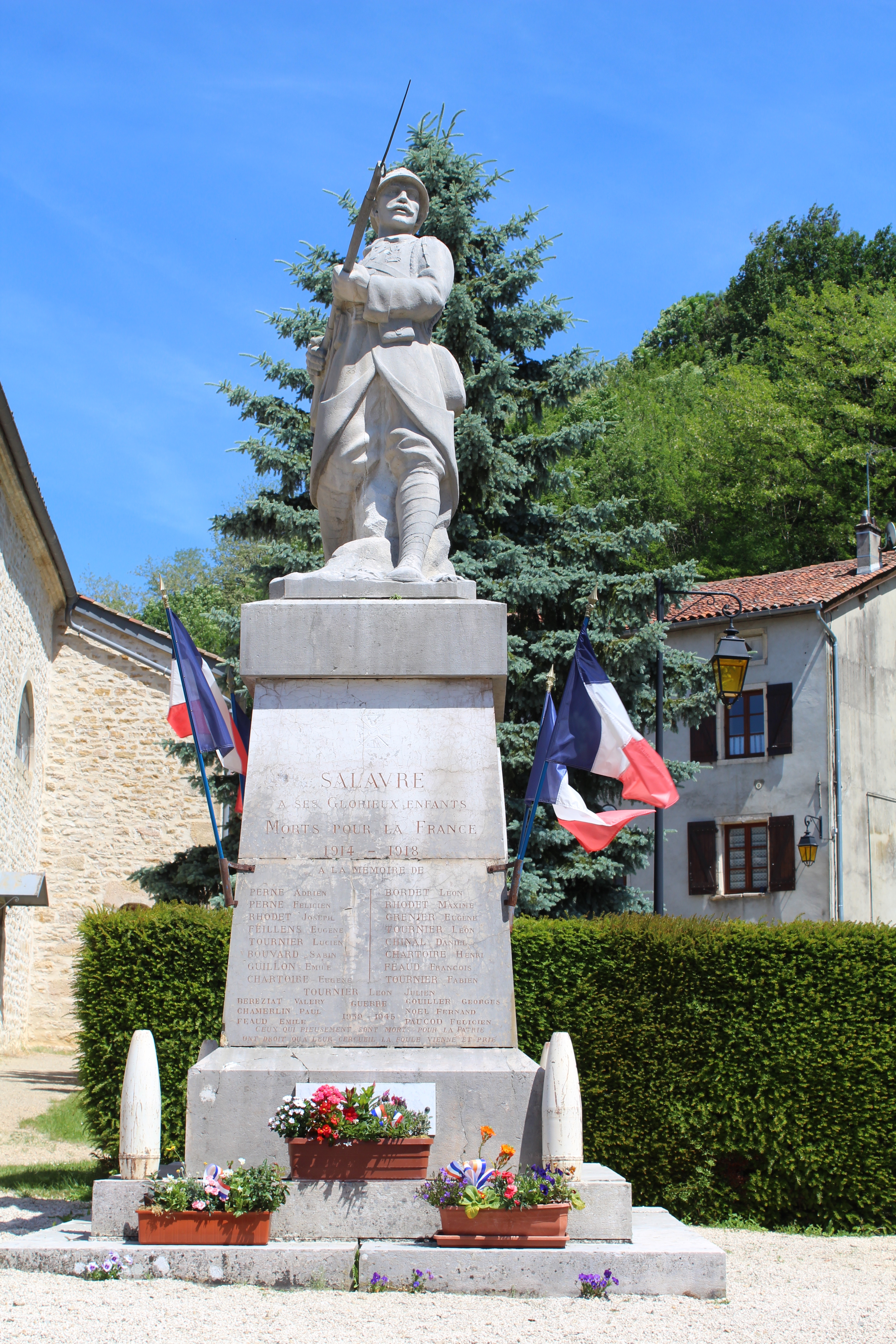
Gefallenendenkmal